# Marcantonio Flaminio
Marcantonio Flaminio (Serravalle, 1498 – Roma, 17 febbraio 1550) è stato un umanista italiano.
Scrittore di poesie latine, è soprattutto noto per aver revisionato il Beneficio di Cristo di fra' Benedetto da Mantova, testo religioso di grande successo nel Cinquecento che, esprimendo concezioni prossime alla Riforma protestante, fu messo all'Indice dalla Chiesa cattolica.

## Biografia

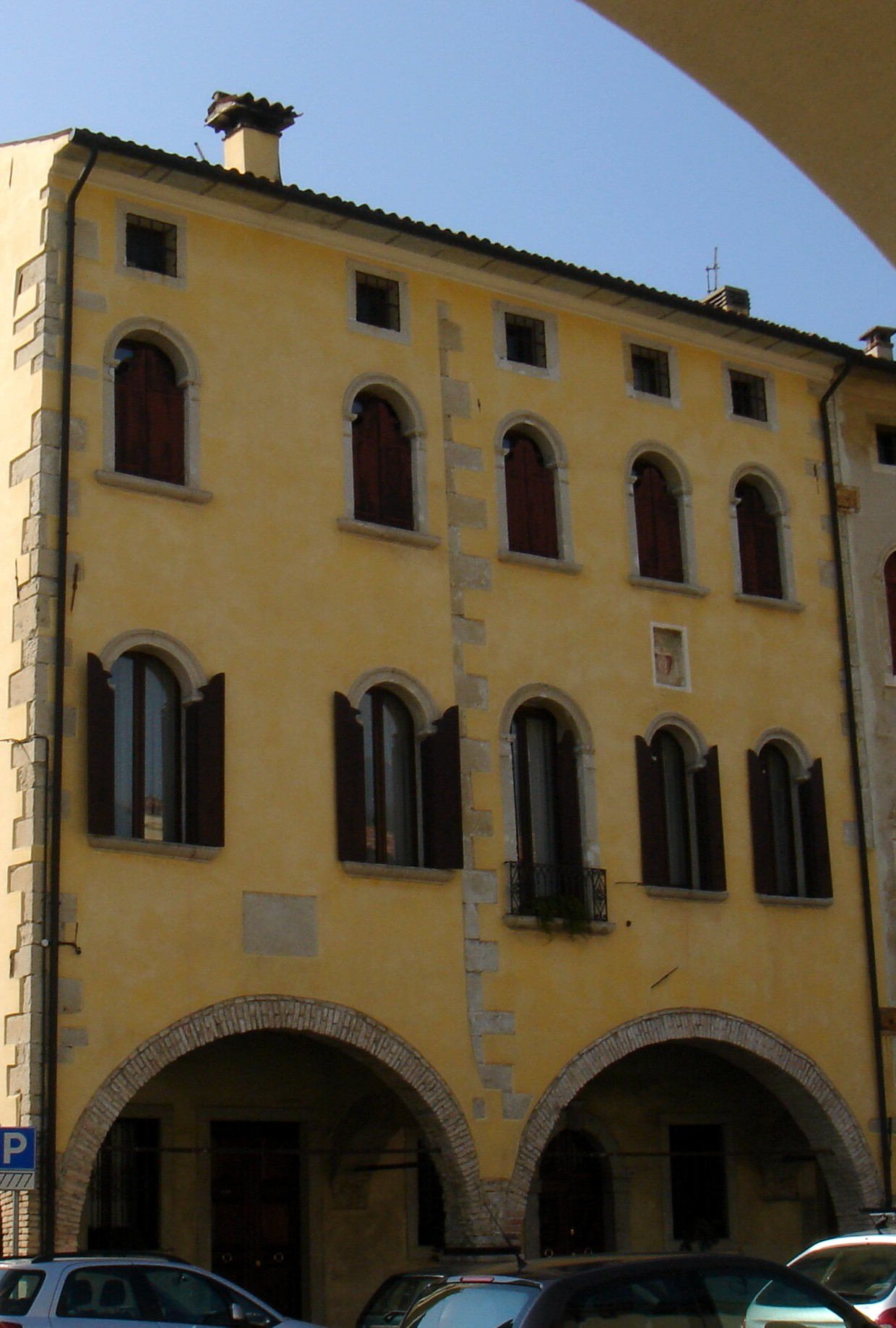
Casa natale di Marcantonio Flaminio

Marcantonio nacque nel palazzo della sua famiglia a Serravalle, l'attuale centro settentrionale di Vittorio Veneto, da Veturia e da Giovanni Antonio Zarrabini il quale, cultore delle lettere greche e latine, volle assumere il nome classico di Flaminio e fu il primo maestro del figlio.
Nel 1509 la famiglia fece ritorno nella città paterna di Imola da dove, nel 1514, Marcantonio partì con il padre per Roma, dove si trattenne per alcuni mesi, offrendo a papa Leone X l'operetta erudita Annotationum Sylvae duae e frequentando, nella corte papale, il poeta Raffaello Brandolini e gli umanisti Giovan Battista Pio e Filippo Beroaldo.
Si trasferì poi a Napoli, dove conobbe Jacopo Sannazaro, e nel 1515 passò a Urbino, invitato da Baldassarre Castiglione, al quale dedicherà nel 1526 i suoi Lusus pastorales. In settembre fu pubblicato a Fano il suo Carminum libellus, dedicato all'umanista bolognese Achille Bocchi, versi latini d'ispirazione amorosa e mitologica. Alla fine di quello stesso anno, assecondando la volontà paterna, si stabilì a Bologna per studiarvi filosofia.
Nello Studio bolognese insegnavano allora professori prestigiosi: il Bocchi, il Pomponazzi, Ludovico Boccadiferro, Romolo Quirino Amaseo. Furono Achille Bocchi e il domenicano Leandro Alberti a intraprendere l'iniziativa di un dizionario biografico, il De viris illustribus Ordinis praedicatorum, che fu pubblicato a Bologna nel 1517, al quale collaborarono anche Marcantonio Flaminio - compilando la voce su Maurizio d'Ungheria - suo padre e suo cugino Sebastiano Flaminio.
Nel 1519 Marcantonio si trasferì a Padova per approfondire in quello Studio la filosofia aristotelica insegnata da Marcantonio de' Passeri. A Padova abitò insieme con Stefano Sauli e conobbe Pietro Bembo, l'umanista belga Cristoforo Longolio e forse anche Reginald Pole, che giunse nella città veneta nel 1521. È questo l'anno in cui apparve a Bologna il suo Compendio de la volgare grammatica, una riduzione delle Regole grammaticali della volgar lingua di Giovanni Francesco Fortunio.
Nel 1521 Flaminio e Stefano Sauli erano a Genova, dove con Giulio Camillo e Sebastiano Delio avrebbero animato un'accademia letteraria, ma già l'anno seguente era a Roma, probabilmente alla ricerca di influenti appoggi, che ottenne con la protezione di Gian Matteo Giberti, datario e vescovo di Verona. A Mantova fu invitato dal Castiglione a rivedere il manoscritto de Il Cortegiano e nel 1526, nella nativa Serravalle, ultimò i Lusus pastorales.
Dal 1528 si stabilì a Verona al seguito del vescovo Giberti, impegnato nell'opera di imporre una fervida disciplina religiosa al clero della sua diocesi. Rare furono le occasioni di allontanarsi dalla città: nel 1530 assistette a Bologna all'incoronazione a imperatore di Carlo V per mano di Clemente VII, mentre la sua richiesta di poter entrare nella Congregazione dei Teatini, a condizione di poter godere di esenzioni dalle regole imposte a quell'Ordine, fu respinta nel 1533 dal fondatore Gian Pietro Carafa. Nel 1536 Flaminio era nuovamente a Bologna a motivo della morte del padre e di qui partiva per Roma, dove l'amico Reginald Pole riceveva il cappello cardinalizio da papa Paolo III.
Il 1536 vedeva anche la pubblicazione, a Venezia, della sua Paraphrasis in duodecimum Aristotelis librum de prima philosophia. In questa sua ripresa degli studi filosofici, parafrasando il dodicesimo libro della Metafisica di Aristotele, Flaminio affrontava anche la dibattuta questione dell'accordo della filosofia aristotelica con la teologia cristiana, esponendo le posizioni che i Padri della Chiesa avevano tenuto nel merito e limitandosi, da parte sua, ad auspicare che a una tale accordo si giungesse. Nel 1538 appariva la Paraphrasis in duo et triginta psalmos, che privilegia un'interpretazione letterale dei due salmi.
Nel settembre del 1538 si consumò il distacco dal vescovo Giberti, certamente dovuto al segreto avvicinamento del Flaminio alle posizioni evangeliche. Non si trattò comunque di una rottura: a Sessa Aurunca l'umanista fu ospite di Galeazzo Florimonte, amico del Giberti, poi a Caserta fu accolto da quel Gian Francesco Alois che nel 1564 sarà decapitato e bruciato sul rogo. Qui compose due libri di Carmina che saranno editi a Lione solo dieci anni dopo.
Alla fine del febbraio del 1540 Flaminio era a Napoli, dove era attivo il circolo degli spirituali raccolto intorno alla figura dello spagnolo Juan de Valdés, e qui egli prese parte attiva al dibattito sulla predestinazione che la Riforma luterana e calvinista avevano reso di stretta attualità, insieme con i problemi legati all'esistenza e ai limiti del libero arbitrio, della grazia, della giustificazione per fede e dell'importanza delle opere ai fini della salvezza del cristiano.
La morte del teologo spagnolo, avvenuta nel 1541, allontanò da Napoli molti dei suoi seguaci, tra i quali il Flaminio era destinato a svolgere un ruolo di primo piano nell'interpretazione del suo pensiero, nella divulgazione degli scritti del Valdés e nella scrittura di nuovi testi che riprendessero la sostanza del pensiero dell'alumbrado. Flaminio e il Carnesecchi raggiunsero prima Bernardino Ochino a Roma, poi furono a Firenze, dove incontrarono Caterina Cybo e presero conoscenza della Institutio christianae religionis di Calvino. In novembre, il Flaminio e parte di quel gruppo di spirituali si ricostituì a Viterbo nella casa del cardinale Reginald Pole, formando quella che venne definita l'Ecclesia viterbiensis.
In questo periodo Giulia Gonzaga gli mandò da Napoli alcuni scritti in spagnolo del Valdés affinché egli li traducesse e li pubblicasse, e il 4 gennaio 1542 gli scriveva ancora per invitarlo a comporre e a pubblicare propri scritti nello spirito del maestro scomparso. Rispondendole il 14, Flaminio si schermiva, ricordando la sua propria «poca sufficientia nelle lettere del mondo» e come il loro comune maestro Valdés lo avesse esortato a «non esser corrivo allo scrivere» e di tenere «occulte le mie ciancie insin che lo spirito vincesse la carne et ch'io parlassi mosso dal spirito di Christo et non dal spirito mio». Intanto però affidava ad Apollonio Merenda, a lei diretto e raccomandato, «tre ragionamenti fatti sopra san Mattheo», a testimonianza dell'impegno da lui messo nella riflessione sulle Scritture.
Stava infatti lavorando, il Flaminio, ai commenti al vangelo di Matteo e di Giovanni, alle Meditationi sulle lettere paoline e stava rivedendo il Beneficio di Christo il cui autore, il benedettino Benedetto Fontanini, gliel'aveva affidato manoscritto «pregandolo che lo volesse polire et illustrare col suo bello stile, acciò fusse tanto più legibile et dilettevole; et cossì il Flaminio, servando integro il subietto, lo riformò secondo che parse a lui».
Quest'opera di revisione fu conclusa nell'estate del 1542 e con discrezione iniziò a circolare manoscritta tra amici e sodali del gruppo degli spirituali di Viterbo. Apprezzata dal cardinale Morone, il Contarini, proprio alla vigilia della morte, troverà eccessivo il distacco che in quelle pagine si sarebbe consumato con l'ortodossia cattolica. Lodata dal vescovo Giberti, il domenicano Reginaldo de' Nerli, suo collaboratore, rilevò «che li era eretico».

## Opere
- Annotationum Sylvae duae, 1514
- Carminum libellus, 1515

Paraphrasis in duodecimum Aristotelis librum, 1536

- Compendio de la volgare grammatica, 1521
- Lusus pastorales, 1526
- (LA) Paraphrasis in duodecimum Aristotelis librum De prima philosophia, S. l., Giovanni Tacuino, 1536.
- Paraphrasis in duo et triginta psalmos, 1538
- Meditationi et orationi formate sopra l'epistola di san Paolo a Romani, 1542
- Trattato utilissimo del beneficio di Giesù Christo crocifisso verso i Cristiani, 1543
- Della giustificazione, in «Modo che si dee tenere ne l'insegnare et predicare il principio della religione christiana», Roma 1545
- Della medesima giustificatione, in «Modo che si dee ... », Roma 1545
- Che la vita eterna è dono di Dio per Iesu Christo nostro signore, in «Modo che si dee ... », Roma 1545
- In librum Psalmorum brevis explanatio, Venetiis 1545
- Paraphrasis in triginta Psalmos versibus scripta, Venetiis 1545
- Carmina libri duo, Lione 1548
- De rebus divinis carmina, 1551

## Intitolazioni
A Serravalle (Vittorio Veneto) è a lui dedicato il Liceo classico Marcantonio Flaminio. 
Vi è inoltre in piazza Flaminio una targa che recita "A MARCANTONIO FLAMINIO I SERRAVALLESI AGOSTO 1895".